# Maria Kwaśniewska

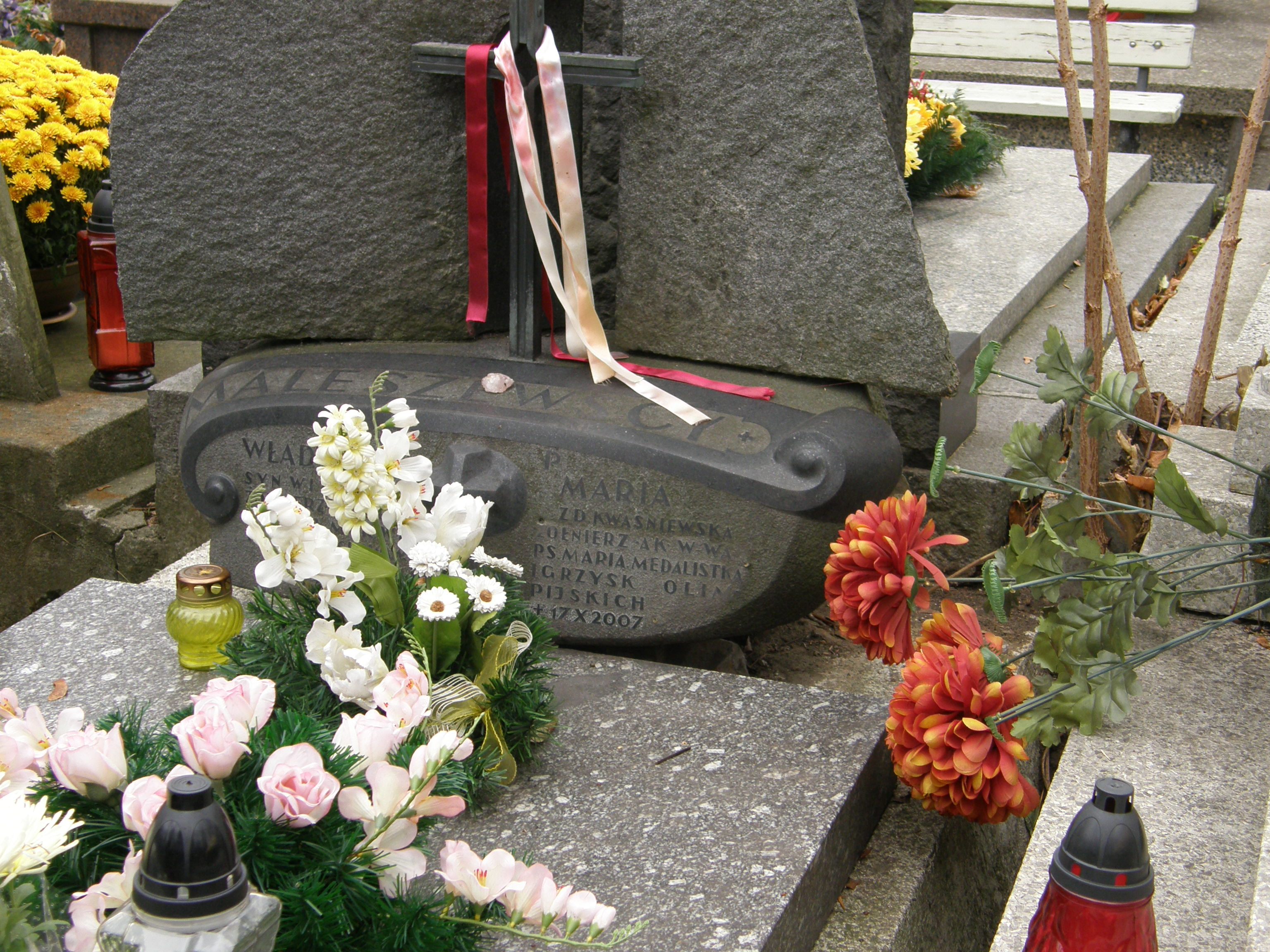
Maria Kwaśniewskas Grabstätte auf dem Powązki-Friedhof in Warschau

Maria Jadwiga Kwaśniewska-Maleszewska (* 15. August 1913 in Łódź; † 17. Oktober 2007 in Warschau) war eine polnische Leichtathletin.
1927 wechselte sie vom Sportverein HKS Łódź zu ŁKS Łódź.  Bei den Olympischen Sommerspielen 1936 in Berlin gewann sie mit 41,80 m die Bronzemedaille im Speerwurf. Drei Jahre darauf wechselte sie zu AZS Warszawa, bevor der Zweite Weltkrieg ihre weitere sportliche Betätigung unterbrach. Nach dem Ende des Krieges 1945 trainierte sie bei DKS Łódź und wechselte im Jahr darauf erneut zu AZS Warszawa.
Sie wurde 1931, 1934, 1935, 1936, 1939 und 1946 polnische Meisterin im Speerwurf. 1936 verbesserte sie den polnischen Rekord im Speerwurf auf 44,03 m. Dieser Landesrekord wurde erst 1952 übertroffen. Bei einer Körpergröße von 1,65 m betrug ihr Wettkampfgewicht 56 kg.